# Campeonato Gaúcho de Futebol de 1984 - Série A
O Campeonato Gaúcho de Futebol de 1984 foi a 64.ª edição da competição, promovida pela Federação Gaúcha de Futebol. Participaram do campeonato quatorze clubes. Os seis melhores passaram para fase final. Iniciou-se em 22 de abril e encerrou-se em 12 de dezembro de 1984. O campeão deste ano foi o Internacional.

## Participantes
| - Aimoré (São Leopoldo) (17.ª participação) - Brasil-PE (Pelotas) (31.ª participação) - Caxias (Caxias do Sul) (23.ª participação) - Esportivo (Bento Gonçalves) (14.ª participação) - Grêmio (Porto Alegre) (42.ª participação) - Internacional (Porto Alegre) (40.ª participação) - Inter-SM (Santa Maria) (18.ª participação) - Juventude (Caxias do Sul) (22.ª participação) - Novo Hamburgo (Novo Hamburgo) (40.ª participação) - Pelotas (Pelotas) (28.ª participação) - Santa Cruz -RS(Santa Cruz do Sul) (15.ª participação) - São Borja (São Borja) (10.ª participação) - Bagé (Bagé) (21.ª participação, rebaixado) - São Paulo (Rio Grande) (14.ª participação, rebaixado) |

## Hexagonal
- Classificação

| 1.º Internacional 15 PG 2.º Grêmio 12 PG 3.º Brasil 12 PG | 4.º Novo Hamburgo 11 PG 5.º Juventude 8 PG 6.º Pelotas 7 PG |

 PG: Pontos Ganhos
Campeão:Internacional

## Artilheiro
- Ademir Alcântara (Pelotas) 21 gols

## Campeão
| Campeonato Gaúcho de 1984          |
| ---------------------------------- |
| INTERNACIONAL Campeão (29º título) |

## Segunda Divisão
Campeão: Gaúcho de Passo Fundo
Vice-campeão: Rio-Grandense